# Pink Tax

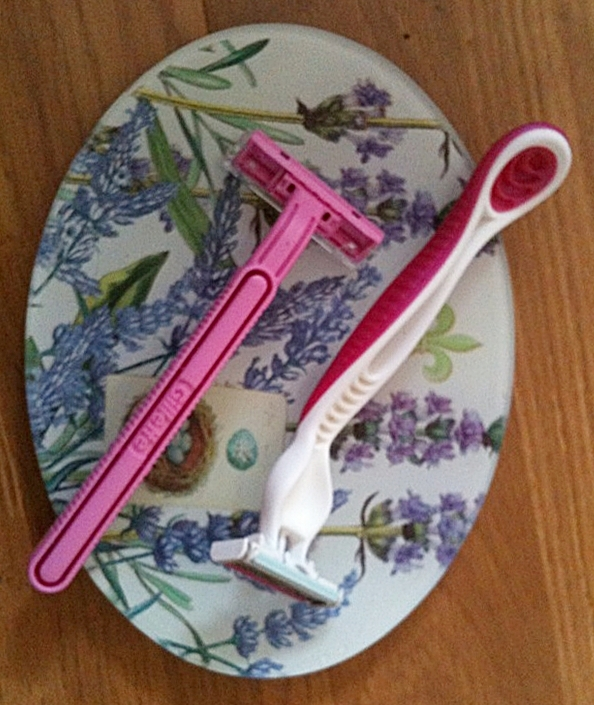
Pinkfarbene Einweg- und Systemrasierer, wie sie für Frauen vermarktet werden

Als Pink Tax (Engl., etwa „Rosasteuer“) wird metaphorisch der Mehrpreis bezeichnet, der bei speziell für Frauen angebotenen Produkten und Dienstleistungen gegenüber gleichartigen Erzeugnissen für Männer verlangt wird. Es handelt sich nicht um eine echte Steuer, sondern eine geschlechtsspezifische Preisdifferenzierung und betrifft beispielsweise Produkte zur Körperpflege, Parfüms oder Friseurdienstleistungen. Der Begriff bezieht sich auf die Farbe Pink, in der häufig „Frauenprodukte“ angeboten werden.

## Unterscheidungen
Produkte und Dienstleistungen mit gleichartigen Eigenschaften können auf verschiedene Weise so gestaltet und vermarktet werden, dass sie eher Männer oder Frauen bzw. Jungen oder Mädchen ansprechen. Dies kann durch den Produktnamen, eine Kennzeichnung („for women“), die Farb- und Formwahl bei Produkt oder Verpackung, Bildmotive oder die Platzierung in Frauen- bzw. Männerabteilungen erzielt werden. Darüber hinaus können geschlechtsspezifisch auch Unterschiede bestehen, die Produkte oder Dienstleistungen nur noch ähnlich oder ganz klar verschieden machen, etwa durch unterschiedliche Materialien oder eine aufwändigere Herstellung. Es kann dann nicht mehr von einer geschlechtsspezifischen Preisdifferenzierung oder Pink Tax gesprochen werden.

## Beispiele und Studien
Eine Studie der Stadt New York aus dem Jahr 2015 stellte die Preise von 794 Produkten dar, die in vergleichbaren Varianten genderspezifisch angeboten werden. Dabei wurden in den Bereichen Kinderkleidung, Spielwaren, Kleidung, Gesundheits- und Körperpflegeprodukte durchschnittliche Aufschläge zwischen 4 und 13 Prozent festgestellt, wenn die Produkte für Frauen bzw. Mädchen angeboten wurden. Auch die Verbraucherzentrale Hamburg fand 2015 und 2016 bei „Preischecks“ von Kosmetika und Pflegeprodukten, aber auch von ansonsten identischen Laptoptaschen in Schwarz und Pink, von Damen- und Herrenhaarschnitten oder bei der Reinigung von Damen- und Herrenbekleidung Preisunterschiede zwischen 40 und 200 Prozent. Eine Studie der Antidiskriminierungsstelle des Bundes aus dem Jahr 2017 verglich 1.700 Produkte und 380 Dienstleistungen und stellte bei vier Prozent der Produkte und bei 60 Prozent der Dienstleistungen genderspezifische Preisunterschiede fest. Obschon es bei letzteren einige Fälle gab, in denen Männern höhere Preise abverlangt wurden (etwa Eintrittsgelder in Clubs, Gebühren für Datingplattformen) stellten meist Frauen die preislich benachteiligte Gruppe dar.

## Ursachen
Bei einer Pink Tax liegt die Ursache für die Preisunterschiede in den wenigsten Fällen in den Herstellungskosten für geschlechtsspezifische Produkte: Die Produkte sind sich sehr ähnlich oder sind, abgesehen von Äußerlichkeiten, sogar identisch. Vermutet wird, dass die erhöhte Bereitschaft vieler Frauen ausgenutzt wird, Geld für Aussehen und Körperpflege auszugeben, verbunden mit vergleichsweise kleinen und neuen Märkten für Kosmetika und Pflegeprodukte bei Männern, die durch günstige Preise als Kunden gewonnen werden sollen. Das Wirtschaftsmagazin Forbes erklärt Preisaufschläge bei Damenbekleidung allerdings mit der größeren Verkaufsfläche und dem personellen Mehraufwand für die Anforderungen nach größerer Auswahl, die Frauen demnach an den Handel richten.

## Maßnahmen
Nur in wenigen Ländern steht ein Verbot geschlechtsspezifischer Preise dieser Praxis entgegen, so etwa für Dienstleistungen in den US-Bundesstaaten New York und Kalifornien. Die EU-Richtlinie 2004/113/EG soll Männer und Frauen beim Zugang zu und bei der Versorgung mit Gütern und Dienstleistungen gleichstellen, wirkt sich aber primär auf die geschlechtsneutrale Gestaltung von Versicherungstarifen aus. Politisch setzt man im deutschsprachigen Raum bislang auf die Sensibilisierung der Verbraucherinnen, denen bei gleicher Eignung der Kauf des günstigeren, männerspezifischen Produkts empfohlen wird.